# Gombe United
Gombe United FC este un club de fotbal din Nigeria, fondat în 1990, își are sediul în orașul Gombe. În prezent echipa concurează în prima ligă, primul eșalon al fotbalului nigerian.